# Groene peperrussula
De groene peperrussula (Russula urens) is een schimmel behorend tot de familie Russulaceae. Hij vormt mycorrhiza met loofbomen in lanen op klei.

## Kenmerken

### Uiterlijke kenmerken
Hoed
De (7,5) 8-10,5 cm brede hoed is aanvankelijk convex, maar spreidt zich al snel uit en wordt later in het midden vlakker. De rand is regelmatig en afgerond en wordt al snel breed hobbelig en gegroefd (bijna tot het midden van de hoed naarmate deze ouder wordt). De hoedhuid is glanzend en na droging slechts licht mat aan de rand. De hoed is geelachtig tot olijfgroen van kleur, maar kan ook olijfgrijs zijn. Met het ouder worden kan de hoed aanzienlijk vervagen en heeft dan zelfs een bleek witachtig gele kleur en doet denken aan de Rususla galochroa. De hoedrand is vaak sterker gekleurd dan in het midden van de hoed en kan soms zelfs een bleek vleespaarse tint hebben.
Lamellen
De lamellen, die meestal min of meer ver weg staan, zijn aanvankelijk bleek, maar verkleuren al snel saffraangeel tot diep oranjegeel. Ze zitten vast aan de steel of zijn min of meer uitgebocht of vrij. De 6-11 (-15) mm brede lamellen zijn het breedst in het buitenste derde deel, maar zijn meestal niet of slechts licht buikig. Slechts in uitzonderlijke gevallen worden ze met enkele tussenlamellen ingemengd. 
Steel
De steel is 6,5-8 (-12) cm lang en 1-2,5 cm dik. De steel is zuiver wit, licht gerimpeld kaal, mat of licht zijdeachtig glanzend. De vorm is min of meer uniform cilindrisch. De steelvoet wordt door het drogen of met de jaren vuil grijsbruin. Het steelvlees is aanvankelijk stevig en wordt later sponsachtig hol en is dan erg kwetsbaar.
Geur en smaak
Het vrijwel reukloze vruchtvlees is zuiver wit en, wanneer het rijp is, zacht tot sponsachtig en ongewoon kwetsbaar. Na een tijdje kauwen smaakt het beslist heet, maar niet zo brandend heet als Russula badia.
Sporenprint
De sporenprint is donker okergeel (IVd volgens Romagnesi).

### Microscopische kenmerken

Europees verspreidingsgebied

De bijna bolvormige sporen zijn 9-10 (11,5) µm lang en 8 (8,5) µm breed en dragen duidelijk geïsoleerde, doornige wratten tot 1,5 µm hoog. De cilindrische pileocystidia zijn 6-10 µm breed en zijn 0-2 septaat. Soms zijn de eindcellen van de hyfen aan hun uiteinden verdikt of vervormd en zijn ze meer nodulair dan uitpuilend. Zowel de haren als de cystidia hebben talrijke divertikels (kegelachtige of zakachtige uitstulpingen).

## Verspreiding
De groene peperrussula is een Europese soort die waarschijnlijk alleen iets vaker voorkomt in Zuid-Scandinavië. De verspreiding in Europa is onbekend.
In Nederland komt de groene peperrussula zeldzaam voor. Hij staat op de rode lijst in de categorie 'ernstig bedreigd'.